# کوستودیو دوس ریس
کوستودیو دوس ریس (فرانسوی: Custodio Dos Reis‎; ۳۰ نوامبر ۱۹۲۲ – ۲۶ نوامبر ۱۹۵۹) دوچرخه‌سوار اهل فرانسه بود.